# (33470) 1999 FQ37
1999 FQ37 (asteroide 33470) é um asteroide da cintura principal. Possui uma excentricidade de 0.03858760 e uma inclinação de 4.46277º.
Este asteroide foi descoberto no dia 20 de março de 1999 por LINEAR em Socorro.